# Новоселицька сільська рада (Катеринопільський район)
Новосе́лицька сільська́ ра́да — адміністративно-територіальна одиниця та орган місцевого самоврядування в Катеринопільському районі Черкаської області. Адміністративний центр — село Новоселиця.

## Загальні відомості
- Населення ради: 1 102 особи (станом на 2001 рік)

## Населені пункти
Сільській раді підпорядковані населені пункти:
- с. Новоселиця

## Склад ради
Рада складається з 12 депутатів та голови.
- Голова ради: Прокопенко Павло Володимирович
- Секретар ради: Кравченко Любов Григорівна

### Керівний склад попередніх скликань
| Прізвище, ім'я, по батькові    | Основні відомості                                                                       | Дата обрання | Дата звільнення |
| ------------------------------ | --------------------------------------------------------------------------------------- | ------------ | --------------- |
| Сідоріна Тетяна Володимирівна  | Сільський голова, 1972 року народження, член Народної партії                            | 26.03.2006   | 31.10.2010      |
| Прокопенко Павло Володимирович | Сільський голова, 1961 року народження, освіта середня спеціальна, член Партії регіонів | 31.10.2010   |                 |

Примітка: таблиця складена за даними сайту Верховної Ради України

### Депутати
За результатами місцевих виборів 2010 року депутатами ради стали:

#### За суб'єктами висування
| Суб'єкт висування | Кількість обраних депутатів | %   |
| ----------------- | --------------------------- | --- |
| Самовисування     | 12                          | 100 |

#### За округами
| № округу | Прізвище, ім'я, по батькові     | Дата визнання обраним | Освіта             | Партійна приналежність             | Відомості про обраного депутата  |
| -------- | ------------------------------- | --------------------- | ------------------ | ---------------------------------- | -------------------------------- |
| 1        | Солошенко Роман Іванович        | 01.11.2010            | середня            | член Партії регіонів               | ФГ Новоселиця, мельник           |
| 2        | Спільніченко Катерина Петрівна  | 01.11.2010            | середня            | член Партії регіонів               | ФГ Новоселиця, свинарка          |
| 3        | Кравченко Любов Григорівна      | 01.11.2010            | середня спеціальна | член Партії регіонів               | с. Новоселиця, вихователь д/с    |
| 4        | Булавченко Олександра Іванівна  | 01.11.2010            | середня спеціальна | позапартійна                       | Новосільська с/р, землевпорядник |
| 5        | Ярмоленко Галина Валентинівна   | 01.11.2010            | вища               | член Партії регіонів               | с. Новоселиця, директор школи    |
| 6        | Крамаренко Марія Теодорівна     | 01.11.2010            | вища               | член Народної партії               | Новоселиця с.р, секретар         |
| 7        | Лозовий Іван Степанович         | 01.11.2010            | середня            | член Соціалістичної партії України | ФГ Новоселиця, токар             |
| 8        | Якубенко Катерина Максимівна    | 01.11.2010            | середня спеціальна | член Партії регіонів               | ФГ Новоселиця, ветфельдшер       |
| 9        | Куценко Володимир Олександрович | 01.11.2010            | середня спеціальна | член Партії регіонів               | ФГ Новоселиця                    |
| 10       | Делас Юрій Вікторович           | 01.11.2010            | середня            | член Партії регіонів               | ФГ Новоселиця, механізатор       |
| 11       | Лисенко Леся Володимирівна      | 01.11.2010            | вища               | член Партії регіонів               | с. Новоселиця, педагог           |
| 12       | Запорожець Антоніна Степанівна  | 01.11.2010            | вища               | член Партії регіонів               | с. Новоселиця, педагог           |